# Neligh
Neligh is een plaats (city) in de Amerikaanse staat Nebraska, en valt bestuurlijk gezien onder Antelope County.

## Demografie
Bij de volkstelling in 2000 werd het aantal inwoners vastgesteld op 1651.
In 2006 is het aantal inwoners door het United States Census Bureau geschat op 1521, een daling van 130 (-7,9%).

## Geografie
Volgens het United States Census Bureau beslaat de plaats een oppervlakte van
2,5 km², geheel bestaande uit land.

## Plaatsen in de nabije omgeving
De onderstaande figuur toont nabijgelegen plaatsen in een straal van 24 km rond Neligh.